# Intersil
Intersil Corporation est un fondeur spécialisé dans la conception et la fabrication de semi-conducteurs analogiques et est basé à Milpitas, en Californie.

## Histoire
Intersil a été créée par un des cofondateurs de Fairchild, Jean Hoerni, en 1967.
Au début, Intersil était spécialisé dans les circuits CMOS pour les montres Seiko. Son générateur de signaux ICL8038 était une combinaison de diodes Schottky. Il permettait de produire des sinusoïdes, des signaux en créneaux ou en dents de scies. C'était au fond un oscillateur commandé en tension:434 capable de produire des fréquences allant du millihertz à 100 kHz:2, qui connut une énorme diffusion jusqu'à son retrait du marché en 2002 : utilisé dans les synthétiseurs Moog, il était également des phreakers pour la confection de leur blue box.

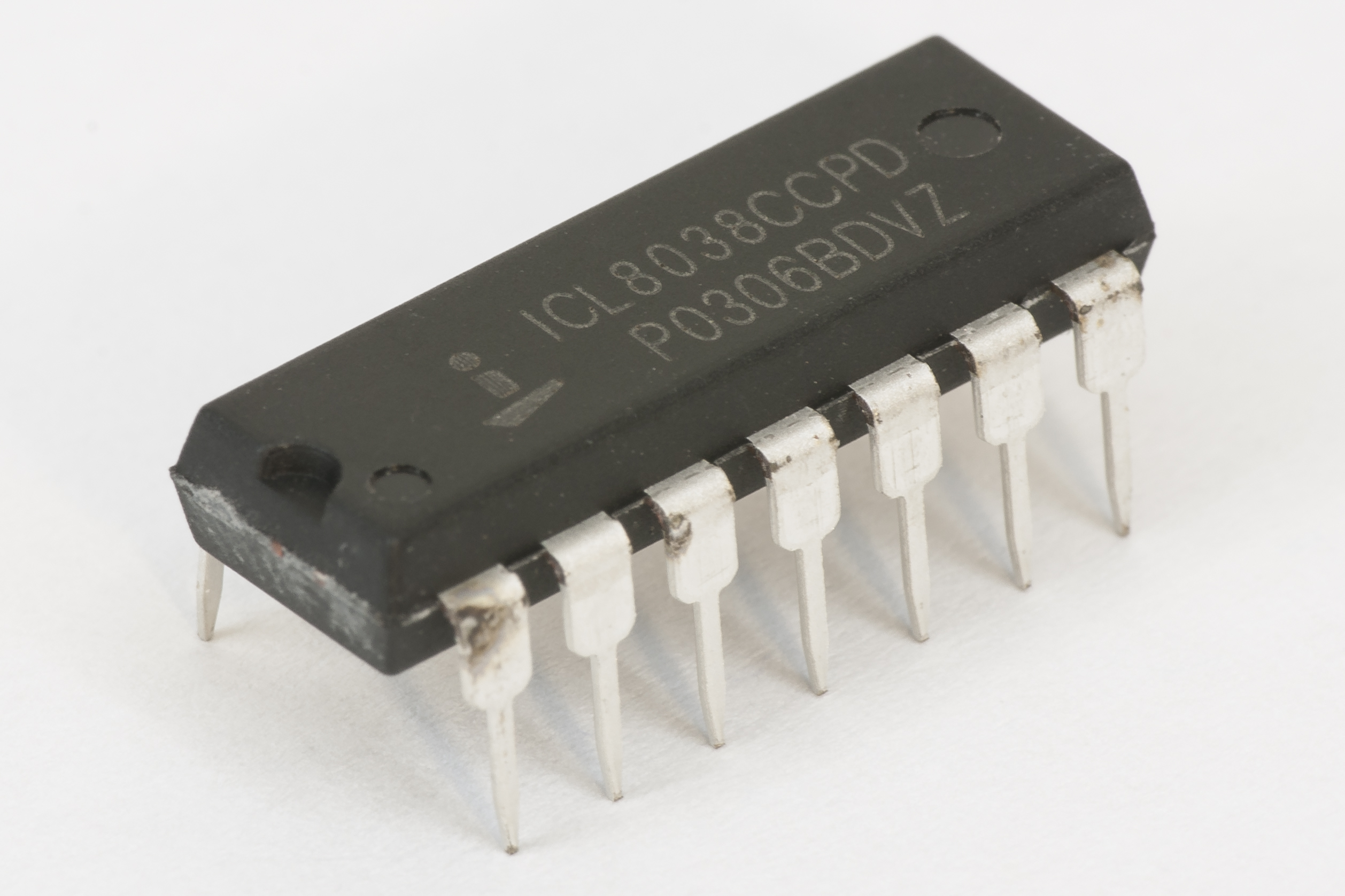
Intersil ICL8038

Dans la décennie 1970, Intersil développe une gamme de microprocesseurs 12 bits, la série IM6100. Intersil devient également seconde source des microprocesseurs RCA Semiconductors, la famille CDP1800.
En 1999 Intersil intègre la partie semi-conducteur de la société Harris Corporation.
En mars 2001, Intersil a cédé sa division « Electronique de puissance » à Fairchild Semiconductor pour  un montant d'environ 338 millions de dollars,.
En septembre 2016, Renesas annonce vouloir acquérir Intersil pour près de 3,2 milliards de dollars,. L'acquisition est finalisée le 24 février 2017.